# ماتسویاما، اهیمه

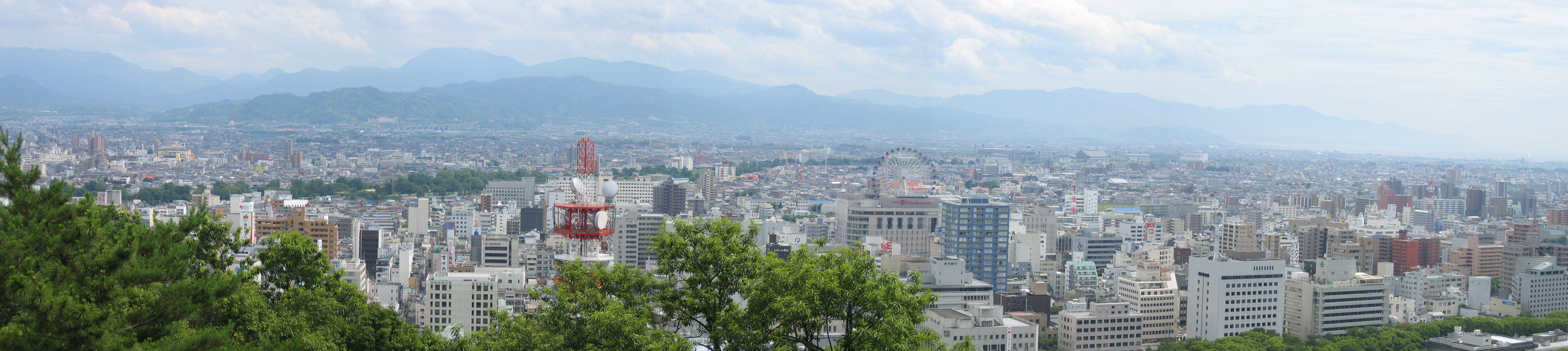
نمای عمومی شهر ماتسویاما.

ماتسویاما شهری است در کشور ژاپن. این شهر مرکز استان اهیمه در جزیره شیکوکو است.
جمعیت این شهر در سال ۲۰۰۵ میلادی برابر ۵۱۲۰۰۰ نفر برآورد شده است .